# Olof Gyllenborg
Olof Gyllenborg, född 1676, död 1737, var en svensk greve, ämbetsman och poet. Han var son till Jakob Gyllenborg och bror till Carl, Johan och Fredrik Gyllenborg.
Olof Gyllenborg blev 1725 landshövding i Älvsborgs, 1733 i Nyköpings län. Han är känd som poet och författare av en föga lyckad fortsättning på Olof von Dalins Then Swänska Argus, Skuggan af den döda Argus (1735).